# Rannörarna
Rannörarna är två öar i Åland (Finland). De ligger i Skärgårdshavet eller Bottenhavet och i kommunen Saltvik i landskapet Åland, i den sydvästra delen av landet. Ön ligger omkring 50 kilometer norr om Mariehamn och omkring 260 kilometer väster om Helsingfors. De ligger i den norra delen av landskapet, 50 km norr om huvudstaden Mariehamn.
Den södra av öarna, Hamnskäret med Hamnklobben, har en area på 10,2 hektar och dess största längd är 0,5 kilometer i nord-sydlig riktning. Den andra ön, Norrskäret, är något större.